# Diocesi di Pomerania-Grande Polonia
La diocesi di Pomerania-Grande Polonia (in polacco: Diecezja pomorsko-wielkopolska) è una sede della Chiesa evangelica augustana in Polonia. È retta dal vescovo Marcin Hintz.

## Territorio
La diocesi di Breslavia si trova nella zona occidentale della Polonia. Il territorio della diocesi di Breslavia comprende il voivodato della Grande Polonia, la Pomerania, la Cuiavia e la parte orientale del voivodato della Pomerania Occidentale.

## Cronotassi dei vescovi
- Gustaw Manitius (1937 – 29 gennaio 1940, deceduto)
  - Sede vacante (1940 – 1946)
- Ryszard Trenkler (1946 – 24 febbraio 1959)
- Edward Dietz (1960 – 1983, ritirato)
- Tadeusz Raszyk (2 giugno 1983 – 1992)
- Michał Warczyński (7 marzo 1992 – 19 febbraio 2011)
- Marcin Hintz, dal 19 febbraio 2011

## Parrocchie
| Parrocchia          | Istituzione | Chiese                                 | Immagine |
| ------------------- | ----------- | -------------------------------------- | -------- |
| Bydgoszcz           | 1566        | Chiesa luterana a Bydgoszcz            |          |
| Elbląg              | 1712        | Chiesa della Pace a Elbląg;            |          |
| Gdańsk-Gdynia-Sopot | 1690        | Chiesa luterana a Sopot;               |          |
| Grudziądz           | 1564        | Chiesa luterana a Grudziądz;           |          |
| Kalisz              | 1795        | Chiesa luterana a Kalisz;              |          |
| Kępno               | 1684        | Chiesa luterana a Kępno;               |          |
| Konin               | 1815        | Chiesa luterana a Konin;               |          |
| Koszalin            | 1829        | Chiesa luterana a Koszalin;            |          |
| Leszno              | 1926        | Chiesa luterana a Leszno;              |          |
| Lipno               | 1716        | Chiesa luterana a Lipno;               |          |
| Ostrów Wielkopolski | 1673        | Chiesa luterana a Ostrów Wielkopolski; |          |
| Piła                | 1994        | Chiesa luterana a Piła;                |          |
| Poznań              | 1920        | Chiesa luterana a Poznań;              |          |
| Rypin               | 1784        | Chiesa luterana a Rypin;               |          |
| Słupsk              | 1560        | Chiesa luterana a Słupsk               |          |
| Toruń               | 1921        | Chiesa luterana a Toruń;               |          |
| Turek               | 1588        | Chiesa luterana a Turek;               |          |
| Włocławek           | 1845        | Chiesa luterana a Włocławek            |          |